# Andrés Ibáñez (provincie)
Andrés Ibáñez is een provincie in het departement Santa Cruz in Bolivia. De provincie heeft een oppervlakte van 4821 km² en heeft 1.653.001 inwoners (2012). In deze provincie ligt de hoofdstad van het departement, Santa Cruz de la Sierra.
De provincie is op 6 december 1944 vernoemd naar een vooraanstaande cruceño, Andrés Ibáñez. Voor deze naamsverandering heette de provincie Cercado.
Andrés Ibáñez is verdeeld in vijf gemeenten:
- Cotoca
- El Torno
- La Guardia
- Porongo
- Santa Cruz

Andrés Ibáñez · 
Ángel Sandoval · 
Chiquitos · 
Cordillera · 
Florida · 
Germán Busch · 
Guarayos · 
Ichilo · 
Ignacio Warnes · 
José Miguel de Velasco · 
Manuel María Caballero · 
Ñuflo de Chávez · 
Obispo Santistevan · 
Sara · 
Vallegrande